# Lennart Stekelenburg
Lennart Stekelenburg (Rotterdam, 22 ottobre 1986) è un ex nuotatore olandese.

## Palmarès
- Europei

Budapest 2010: bronzo nei 50m rana e nella 4x100m misti.
- Europei giovanili

Lisbona 2004: argento nei 50m rana e bronzo nei 100m rana.